# Bengkalis
Bengkalis (indonez. Pulau Bengkalis) – wyspa w Cieśninie Malakka, u wschodniego wybrzeża Sumatry, w prowincji Riau w Indonezji. Zajmuje powierzchnię 929 km2. Położona około 195 km na zachód od Singapuru, wyspa rozciąga się z północnego zachodu na południowy wschód na długości około 68 km, a jej szerokość ze wschodu na zachód wynosi około 19 km. Wysokość wyspy waha się od 100 do 200 m n.p.m.
Jest to nizinna, bagienna wyspa o podłożu koralowym, charakteryzująca się obfitymi opadami deszczu. Wyspa jest słabo zaludniona i w większości nie nadaje się do uprawy rolniczej. Najważniejszymi miejscowościami na wyspie są Bengkalis – port na zachodnim krańcu wyspy, z którego eksportuje się drewno, kauczuk, żywicę i tytoń – oraz Meskum na północno-zachodnim krańcu wyspy. Podróż między wyspą a resztą prowincji Riau odbywa się za pomocą parowców.